# Morenada
Genres associés
Caporales

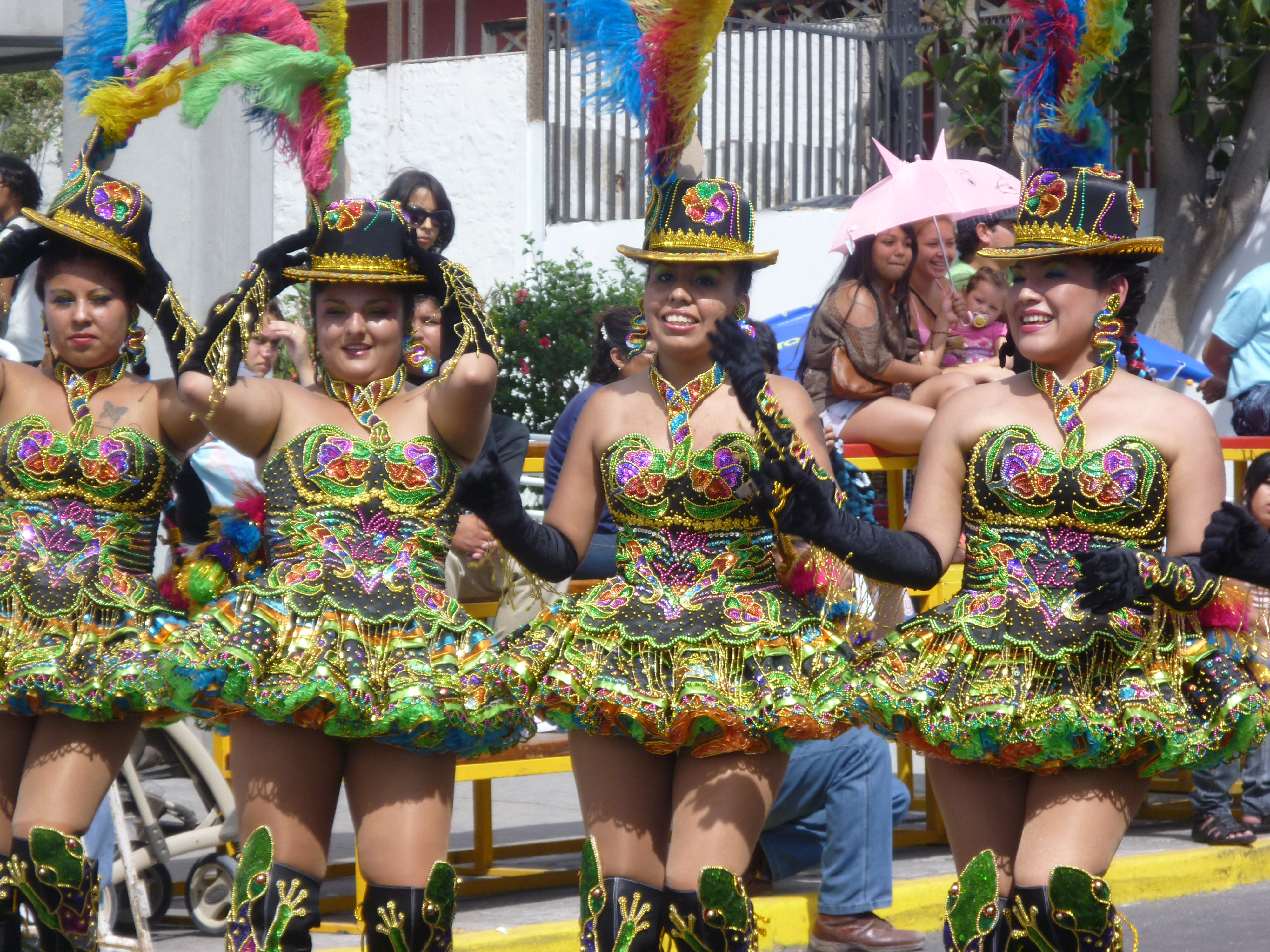
Morenada lors du Carnaval de la Force du Soleil à Arica, Chili.

La morenada est une danse folklorique mais aussi un genre musical très reconnaissable de l'altiplano  dont l'origine est incertaine.
La danse se pratique principalement en Bolivie et au Pérou et ces dernières années, avec l'immigration bolivienne ou péruvienne, au Chili, en Argentine et ailleurs,.
Son nom, morenada, danse des "morenos", les "marrons", les noirs en français, fait référence aux afro-boliviens. Morenos, négritos, dans ce contexte, n'ont pas la connotation que l'on peut trouver en Amérique du Nord ou en Europe.
En Bolivie, la morenada est une des danses plus représentatives du pays et son importance se voit lors des fêtes patronales et civiles de tout le pays. Elle a été déclarée Patrimoine Culturel de la Bolivie en 2011, ( Loi No 135), pour son importance. Cette danse est aussi est exécutée lors du  Carnaval de Oruro, déclaré Œuvre Maîtresse du Patrimoine Oral et Immatériel de l'Humanité par l’Unesco et lors de la Fête du Grand Pouvoir de la ville de La Paz,. On la danse lors de toutes les manifestations folkloriques boliviennes (à La Paz ce sont plus de plus de 246 manifestations annuelles),.
Au Pérou, la morenada est une danse typique de l'altiplano péruvien, de la région de Puno, et fait partie de la Festivité de la Vierge de la Candelaria, patrimoine culturel immatériel de l'Humanité par l'UNESCO,,,. Elle est également pratiquée et diffusée dans les départements de Tacna et Moquegua, en raison de la présence de populations aymaras,. En mai 2021 la morenada puneña a été déclaré Patrimoine Culturel de la Nation du le Pérou par le Ministère de Culture en reconnaissant son caractère supranational,,.
Au nord du Chili, la morenada se pratique principalement lors du Carnaval con la Fuerza del Sol (es) (Carnaval avec la Force du Soleil), à Arica. Les organisations culturelles, les autorités et population chilienne reconnaissent son origine bolivienne,,.
La morenada se danse dans d'autres villes du monde, par exemple à Buenos Aires, Argentine.

## Étymologie, origine
L'origine remonte à l'époque coloniale et la traite des esclaves, à partir du déplacement d'esclaves noirs amenés par les conquérants espagnols pour travailler dans les mines d'argent dans le Vice-royaume du Pérou, probablement initié par les aimaras déguisés en noirs et représentant divers personnages comme le caporal et la troupe de morenos. La "danse des morenos", les noirs, évoque la vie sous la colonisation. Elle  est née justement dans les confréries d'esclaves arrivés de l'Afrique s'inspirant des danses des colons blancs.
La danse est souvent liée au travail dans les mines, l'obscurité, la difficulté et le recours aux protections divines, divinité locales ou chrétiennes, pacha-mama et vierges noires dans un syncrétisme évoqué par les paroles (socavon = la mine, devotion = la dévotion). C'est le cas à Oruro avec la dévotion particulière portée à la "Virgen del Socavón". Morenos, négritos, mi negra, mais aussi zambo (métis) sont des mots qui reviennent dans les paroles.
La "danse des morenos" a ensuite évolué en changeant de nom pour se répandre dans les autres classes sociales à Oruro, en Bolivie. Tel est le cas de la "Comparsa des Morenos des Voiliers"  en 1913 et la "Comparsa des Morenos" de 1924 fondées par des familles migrantes aimara s'inspirant des anciennes danses des "comparsas de morenos" du milieu du XIXe siècle, pour adopter le nom de Morenada entre 1950 et 1954,.

## Controverse sur son origine
Il existe une controverse en ce qui concerne son origine géographique. Selon le chercheur et président du "Comité de Etnografía et Folklore" Jesús Elías Lucero, les morenadas viennent de la région de Oruro appelée Sillota. Selon la préfecture de La Paz, ce sont les habitants de la péninsule de Taraco qui l'ont créé, Selon l'auteur péruvien René Calcin Anco, La Morenada est une danse originaire de l'altiplano de la Bolivie et le Pérou.

### Hypothèse orureña
Dans le carnaval de Oruro (2011). Le lieu précis[pas clair] de son origine et de sa symbolique ne sont pas clairs. L'hypothèse de la naissance de la morenada à Oruro a été soutenue par le chercheur et président du "Comité de etnografía y cultura" : la population noire venue de Sillota, se rassemblait dans la banlieue de la ville dès le samedi précédent le dimanche de Carnaval, pour faire le pèlerinage jusqu'à arriver au Sanctuaire de la Mine.
Hypothèse de Taraco (récente) : selon la Préfecture du Département de La Paz ce serait les habitants de la péninsule de Taraco, qui auraient créé cette danse,,,. Une autre hypothèse situe l'origine dans le département de Potosí.
L'ensemble le plus ancien du carnaval d'Oruro est la "Morenada Zone Nord". Selon des données et des récits oraux, elle aurait été fondée en 1867 comme "Conjunto de morenos"  a été réorganisé dans l'an 1913 en adaptant le nom actuel.
Cette danse déploie toute son énergie dans le carnaval de Oruro, fameux carnaval d'Amérique latine; déclaré par l'UNESCO "Oeuvre Maîtresse du Patrimoine Oral et Intangible de l'Humanité" et dans la ville de La Paz dans la Fiesta del Gran Poder (es) (Fête du Grand Pouvoir). Elle est aussi exécutée lors des diverses festivités et événements de Bolivie.
En juin 2011 , la morenada a été déclarée Patrimoine Culturel et Immatériel de l'État Plurinational de la Bolivie par un Arrêté de la Cour Suprême ; selon l'organisme gouvernemental, cette mesure a été prise pour freiner les tentatives d'appropriation par part de pays voisins,,.
Pour juger de l'importance de la morenada en Bolivie : le 4 août 2013 a eu lieu un événement historique “Morenada 100% Boliviana : pour la paix mondiale et le Respect de la Culture Bolivienne”. Des milliers de personnes ont dansé la morenada dans 76 villes de 23 pays du monde ; la Bolivie, l'Allemagne, l'Argentine, l'Autriche, le Brésil, le Canada, le Chili, l'Équateur, l'Espagne, États-Unis, la Finlande, la France, la Hollande, l'Angleterre, l'Italie, le Japon, le Mexique, la Norvège, le Panama, la Suède, la Suisse et le Venezuela. Cet événement a été organisé par l'Organisation Bolivienne De Défense et de Diffusion du Folklore (OBDEFO) afin de montrer au monde que la  morenada est purement bolivienne.

### Hypothèse paceña

Peinture rupestre de la localité de Chirapaca, province des Andes en Bolivie représentant d'éventuelles danseuses de Morenada entre le XVIIe et le XVIIIe siècle.

Cette danse était connue dans ses débuts comme la danse des "morenos" (noirs afro-américains) au XIXe siècle, dansée dans les rues par les artisans tailleurs de  La Paz, entre les premiers jours d'août et le 8 septembre, fête de la Nativité de la Vierge,. Selon une chronique de presse de 1875, ils portaient perruques, robes brodées de paillettes, des bas bicolores, tricornes, "chupas" et "casacones à la Fernando VII".
Une autre hypothèse récente développée à partir de 1990 se base sur la découverte de peintures rupestres trouvés par l'archéologue Freddy Taboada dans la région du lac Titicaca (La Paz) en 1988. Les peintures ont été datées entre le XVIIe et le XVIIIe siècle. Les figures peintes en jaune et bleu montreraient une ressemblance avec danseuses de la morenada. Ceci permettrait de dater la morenada d'au moins 300 ans et montre en outre l'étroite relation avec la culture aimara lacustre. Pour les défenseurs de cette hypothèse ceci montrerai que la morenada est né autour des villages de Taraco, Iquiaca et Achacachi.

### Hypothèse puneña
Une autre hypothèse provient du Département de Puno au   Pérou, près du lac Titicaca (Puno). Au début du  XXe siècle des journaux de l'époque ont décrit la présence d'afro-américains portant une dévotion importante à la Virgen de la Candelaria:[62]. À l'époque coloniale du Vice-royaume du Pérou la population noire de l'altiplano  puneño était déjà répertoriée, de telle sorte qu'un document daté de 1602 par  Ludovico Bertonio, jesuite italien établi à Juli, Puno note : "Ces noirs, la population andine les appelait Ch’ara o ou yanaruna ou Lakha llint’à". Au début du XVIIe siècle, selon Gonzales Holguín et Bertonio, les Africains étaient indifféremment appelés negros ou morenos (noirs ou bruns).

## Histoire

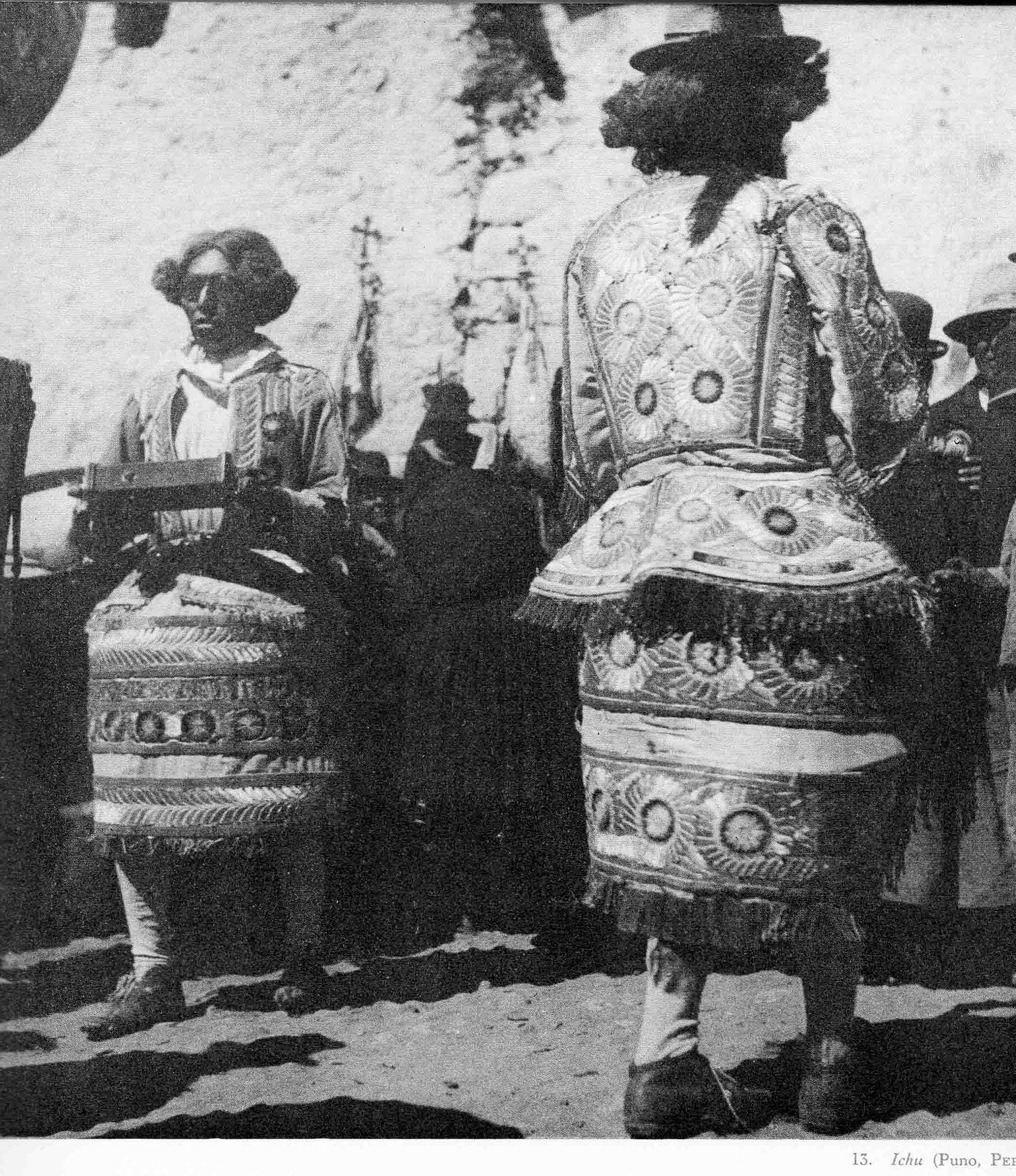
Morenada à Ichu, Puno - Pérou 1939. Photo: Pierre Verger

La morenada est une danse dont les origines remontent aux temps de la colonisation espagnole. Des ressources iconographiques montrent des antécédents qui ne sont pas nécessairement des «morenadas».
Beaucoup d'auteurs affirment que la morenada a été inspirée des Africains , elle serait une forme de satire de la part des indigènes. Selon le chroniqueur Guamán Poma d'Ayala, les esclaves africains étaient "des tricheurs, des voleurs, des joueurs et des ivrognes, qui harcelaient souvent les femmes et les filles autochtones et qui fréquentaient des prostituées". Mais le même Guamán Poma raconte que la mauvaise alimentation obligeait presque les esclaves dans le besoin à voler pour survivre. Un siècle après, Bartolomé Arzans, auteur de l'Histoire de la Villa Imperial de Potosí, montre une attitude négative similaire, relatant les cruautés que commettaient les Noirs à l'encontre des indigènes et en les décrivant comme des "pions des odieux blancs". Cette opinion répandue dans la population indigène et métisse aurait conduit à la création d'une danse satirique se moquant du personnage du «morenos».
Ceci semble néanmoins en contradiction avec certaines des hypothèses sur l'origine ci-dessus, mais aussi avec l'existence des confréries nommées ci-dessous, confréries composées parfois de personnes d'origine africaine. Contradiction aussi avec la "fraternité de pauvreté" qui a uni certaines communautés noires et indigènes, ces dernières ayant accueilli nombre d'esclaves en fuite. La notion de métis doit aussi être précisée, ne sachant pas s'il s'agit de métis blanc/indigène, noir/indigène, ou blanc/noir, tous ayant des statuts complètement différents, ce qui amène à penser que la catégorie visée serait davantage celle des mulâtres (zambo) à cheval sur deux cultures et deux couches sociales cherchant à se rehausser dans la hiérarchie par des excès de zèle.
Les paroles des chants montrent aussi une réalité plus complexe (travail dans les mines, aspect religieux, amour, chant et danse) exprimant la dureté de la vie des esclaves sachant qu'elles sont difficiles à dater. Quant aux costumes il faut noter que le ridicule est aussi dirigé vers les Européens (photo ci-contre).
Les esclaves africains se produisent publiquement pour la première fois dans la ville bolivienne de Potosí lors d'un grand événement en 1555, lors d'une fastueuse procession. D'autres confréries de "morenos " sont apparues non seulement à Potosí mais aussi à La Paz, mais sans référence précise en ce qui concerne la destination postérieure de ces esclaves.

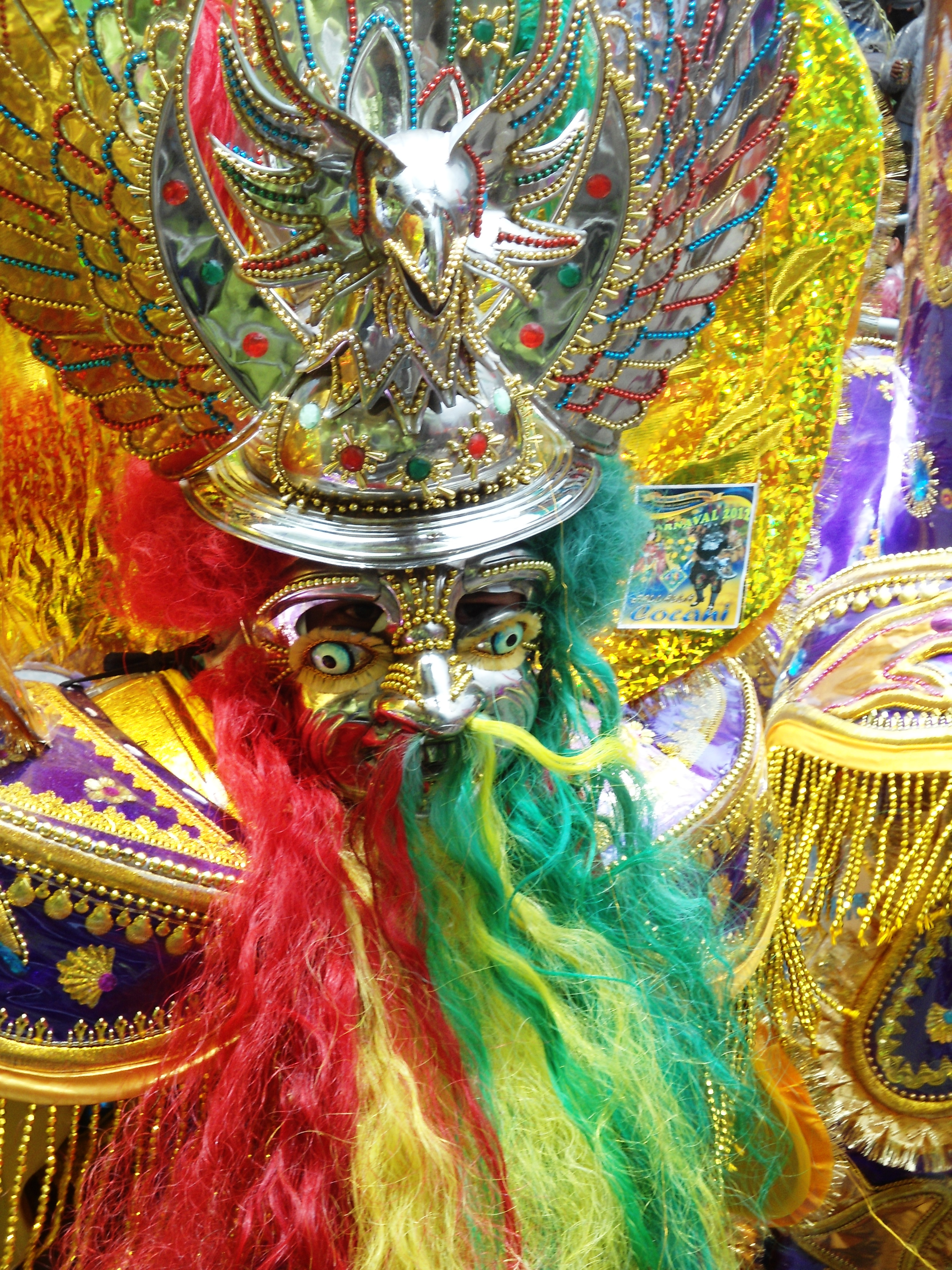
masque de morenada. Carnaval de Oruro 2012

La provenance des esclaves inclut l’Éthiopie et le Maghreb ce qui transparait dans le terme Mauro qui a été utilisé avec celui de negritos et de morenos. Bien que les esclaves noirs amenés dans la  vice royaume du Pérou proviennent de pays éloignés et totalement différents comme l’Angola, le Sénégal et le Congo, leur image semble avoir surpassé celle des Maures. Gisbert rattache l’origine de toutes les danses noires de l’altiplano bolivien aux « fêtes des rois », auxquelles participaient régulièrement des groupes de Noirs. Thola suppose que la morenada est apparue vers 1790 dans les villes minières d’Oruro, Colquechaca et Poopó, avec des caractéristiques de l’actuelle morenada.

## Exécution de la danse, musique
La morenada une danse de provenance coloniale où les danseurs se déguisent en noirs masqués avec des traits exagérés. La danse a un rythme lent et adopte traditionnllement le "pas cansino".
La musique obéit à des règles précises et cette musique étant encore très actuelles, de nombreux jeunes mettent des tutoriels sur Youtube, pour différents instruments par exemple pour le charango. La rythmique des chants est souvent soutenue par des crécelles marquant le tempo et des éclats de rire tonitruants. La quena et les zamponas assurent la mélodie, quand la composition de l'orchestre n'est pas occidentalisée.
Le mot bailando (en dansant) se retrouve régulièrement en fin de phrase suivi de deux appuis, mais on le retrouve aussi dans d'autres danses similaires, saya, tundiquis et caporales  (de même que cantando : en chantant).

### Habillement et masque

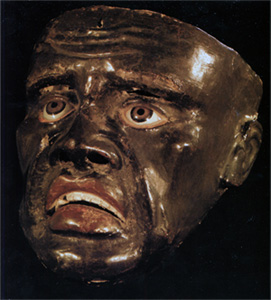
Masque de morenada vers 1875, Musée Anthropologique Eduardo López Rivas, Oruro, Bolivie.

Tous les personnages de la morenada ne dansent pas avec un masque de noir, il reste réservé aux caporales (contremaitres noirs) . Le  plus ancien masque de noir conservé date de 1875 et a été réalisée par Pánfilo Flores. Ce masque a un aspect beaucoup plus subtil et délicat que les exemplaires utilisés aujourd'hui. Il souligne les yeux extrêmement exorbités et la langue saillante, possibles symptômes de la fatigue et effet produit par le "soroche" (maladie de l'altitude).
Le son de la matraque des africains s'associe généralement avec le frottement produit par le frôlement des chaînes que portaient les esclaves, que l'on retrouve actuellement reproduit par le guiro ou la crécelle.
Le "pas cansinos" des noirs pourrait s'inspirer du travail du raisin avec les pieds lors du foulage dans la cuves. Pour Urquizo Sossa la Morenada représente la révolte des noirs contre le redoutable caporal dirigeant le foulage.
Déjà dans les partitions de morenada de 1860 trouvées dans la localité de Poopó, département d’Oruro, on trouve des références au foulage de raisins et le récit mis en scène par les fraternités jusqu’aux années 1950 se réfère à cette activité. Bien qu’il n’y ait plus aujourd’hui de populations noires dans la région viticole, au cours des siècles passés, il y avait des esclaves noirs travaillant dans les vignobles.
Actuellement, si les costumes reproduisant les vêtements des colons avec perruques, masques et robes "tonneaux" (photo ci desssus) perdurent ponctuellement, en ville, la tendance va vers les uniformes que l'on retrouve dans les caporales en ce qui concerne les vêtements féminins : jupe très courtes, jambières et bottes très colorées, chapeaux à plumes multicolors (photo ci-dessus). Dans les villes moyennes, les défilés reprennent encore le vêtement traditionnel des femmes dans des versions plus festives.

## Ensembles et associations de Morenada
La page wikipedia en espagnol liste les principales associations d'Oruro, de La Paz et de Puno, ainsi que la liste des grands évènements annuels qui montrent l'extraordinaire vitalité et l'actualité de cette danse. Elle offre aussi une belle galerie de costumes. Costumes et musique continuent d'évoluer mêlant tradition et modernité.